# Красный Луч (Долгоруковский район)
Кра́сный Лу́ч — посёлок Меньшеколодезского сельского поселения Долгоруковского района Липецкой области.

## География
Посёлок Красный Луч находится в южной части Долгоруковского района, в 11 км к югу от села Долгоруково. Располагается на левом берегу реки Изубриевка.

## История
Красный Луч основан в 1920-х годах. Упоминается в переписи населения СССР 1926 года как хутор «Красный» — 5 дворов, 22 жителя. Позднее стал посёлком и получил нынешнее наименование. В 1932 году — 134 жителя.
С 1928 года в составе вновь образованного Долгоруковского района Елецкого округа Центрально-Чернозёмной области. После разделения ЦЧО в 1934 году Долгоруковский район вошёл в состав Воронежской, в 1935 — Курской, а в 1939 году — Орловской области. С 6 января 1954 года в составе Долгоруковского района Липецкой области.
Законом Липецкой области от 11 ноября 2015 года № 463-ОЗ статус населённого пункта изменён с деревни на посёлок.

## Население
| 2010 |
| ---- |
| 16   |

## Транспорт
Грунтовыми дорогами связана с деревнями Елизаветовка и Орловка, хутором Дроновка.
В 6 км к западу находится железнодорожная станция Свечинская (линия Елец — Валуйки ЮВЖД).